# العنصرية في السودان

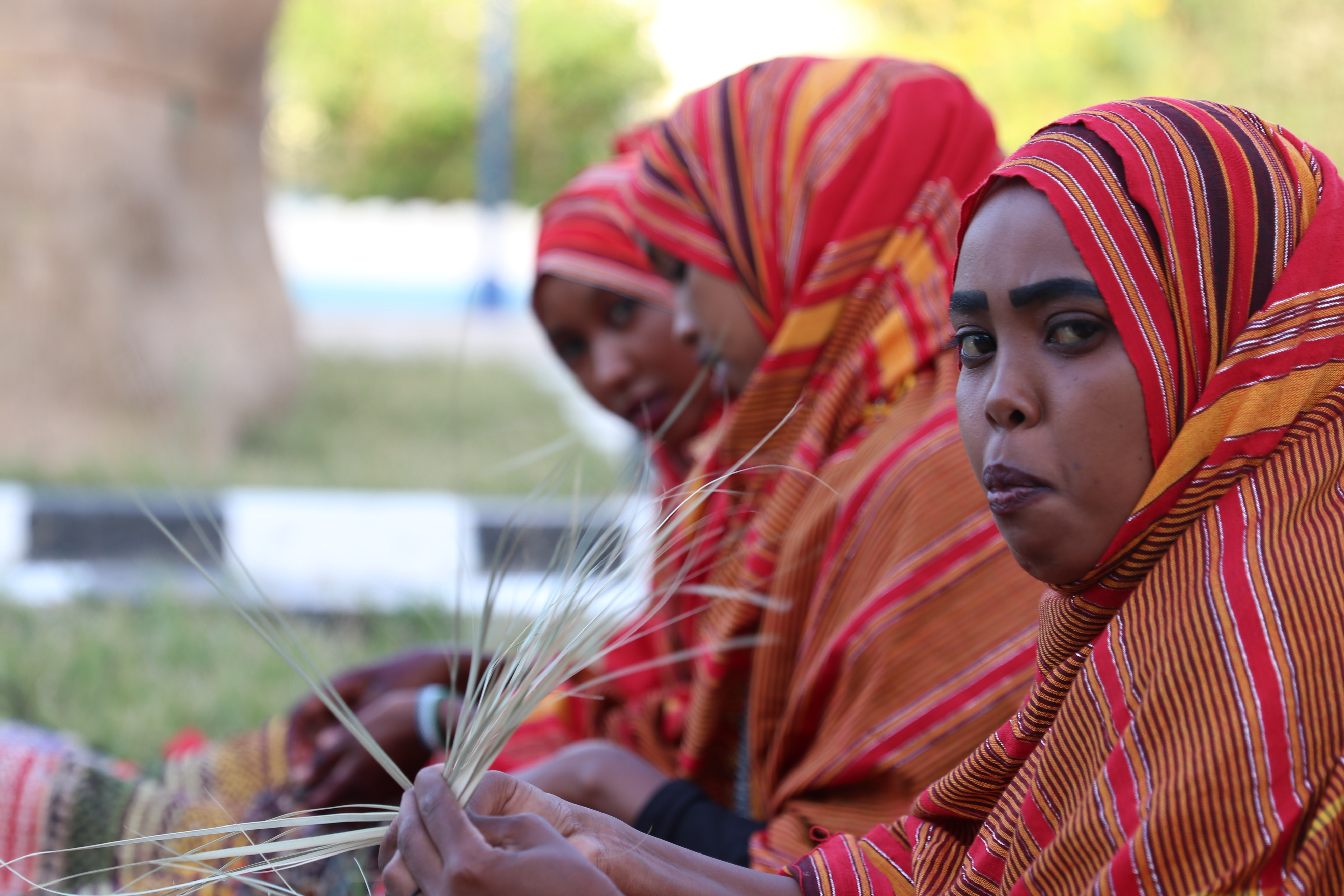
يشير مصطلح "الأسود والأكثر سواداً" إلى العنصرية الداخلية بين السودانيين.

تُعدّ قضية العنصرية في السودان مسألة معقدة وذلكَ كون أنّ العنصرية مُنتشرة بينَ مختلف السكان بالرغم من اختلاطهم. يُشكل العرب النسبة الأكبر في الدولة السودانية حيث يُمثلون حوالي 600 قبيلة لكنّهم يتعرضون هم الآخرون للعنصرية والتمييز بسبب عرقهم أو لون بشرتهم. انضمّت السودان إلى الجامعة العربية عام 1956 وبعدَ سنوات من «التخلّف» والحروب الأهلية الطاحِنة دخلت السودان مرحلة جديدة من التقدم والازهار النسبي هذا فضلا عن النموِ البطيء. حينَها اقتحمت ثقافة تبييض البشرة المجتمع السوداني وباتت شائعة نسبيًا بين بعض المجموعات العرقية الأفريقية.
وفقا لمقالة نشرتها شبكة سي بي إس نيوز في عام 1999 حول العبيد؛ فإنّ المجتمع السوداني كان يتداول ويبيعُ ويشتري في العبيد بثمن بخس لا يكادُ يَتجاوز الـ 50 دولار أمريكيا للواحد. بحلول أيلول/سبتمبر 2000؛ زعمت وزارة الخارجية الأمريكية أن «الحكومة السودانية تدعمُ الرق وتستمرُ في العمل العسكري الذي تسبب في العديد من الوفيات بسببِ المعتقدات الدينية.» في هذا الصدد ذكرَ جوك مادوت جوك أستاذ التاريخ في لويولا ماريمونت أن الحكومة السودانية عملت على اختطاف النساء والأطفال من الجنوب لبيعهن في الشمال. لكن وفي المقابل فإنّ حكومة السودان تُصرّ على أن المسألة برمتها ليست أكثر من تقاليد قبلية تتمثل بالأساس في التناحرة على الموارد.